# Lothar Carl von Schrottenberg
Lothar Carl Freiherr von Schrottenberg (* 1708; † 1759) aus dem Adelsgeschlecht Schrottenberg war Beamter im Hochstift Bamberg.

## Leben
Von Schrottenberg war der Sohn des bambergischen Generals Otto Philipp von Schrottenberg (1681–1738) und dessen Ehefrau Anna Katharina Sophia geborene von Heuslein von Eisenheim. 1725 starb sein Onkel Philipp Dietrich von Schrottenberg (1675–1725) und Lothar Carl wurde Erbe des Familienfideikommiss Reichmannsdorf mit Schloss und den Orten Untermelsendorf, Obermelsendorf und Eckersbach. Ebenfalls erbte dieser das Amt des Oberamtmanns im Amt Lichtenfels von seinem Onkel. Da Lothar Carl noch minderjährig war, verwaltete sein Vater Otto Philipp seine Güter als Vormund und das Oberamt als Amtsadministrator.
1733 übernahm Lothar Carl das Amt als Oberamtmann im Amt Lichtenfels persönlich und blieb bis zu seinem Tod in diesem Amt. Nach seinem Tod wurde das Oberamt, das seit 1670 in der Familie Schrottenberg verwaltet wurde, außerhalb der Familie vergeben. Lothar Carl war ohne männlichen Nachwuchs verstorben, sein Bruder Carl Dietrich Emmeran (1716–1758) war bereits ein Jahr vor ihm gestorben und dessen Sohn Franz Konrad von Schrottenberg (1755–1829) war erst vier Jahre alt. Franz Konrad wurde 1790 Oberamtmann im Amt Burgebrach und 1802 Hofmarschall.